# Johann II. (Oppeln-Ratibor)
Johann II. von Oppeln (auch Johann der Gute; polnisch Jan II. Dobry; tschechisch Hanuš Opolský; * um 1460; † 27. März 1532 in Ratibor) war 1476–1532 Herzog von Oppeln und 1521–1532 Herzog von Ratibor. Er war der letzte männliche Nachkomme aus dem Oppelner Zweig der Schlesischen Piasten. 1531 erließ er das Große Landesprivileg, mit dem u. a. die Zugehörigkeit zur Krone Böhmen festgeschrieben und zur Amtssprache das Tschechische bestimmt wurde.

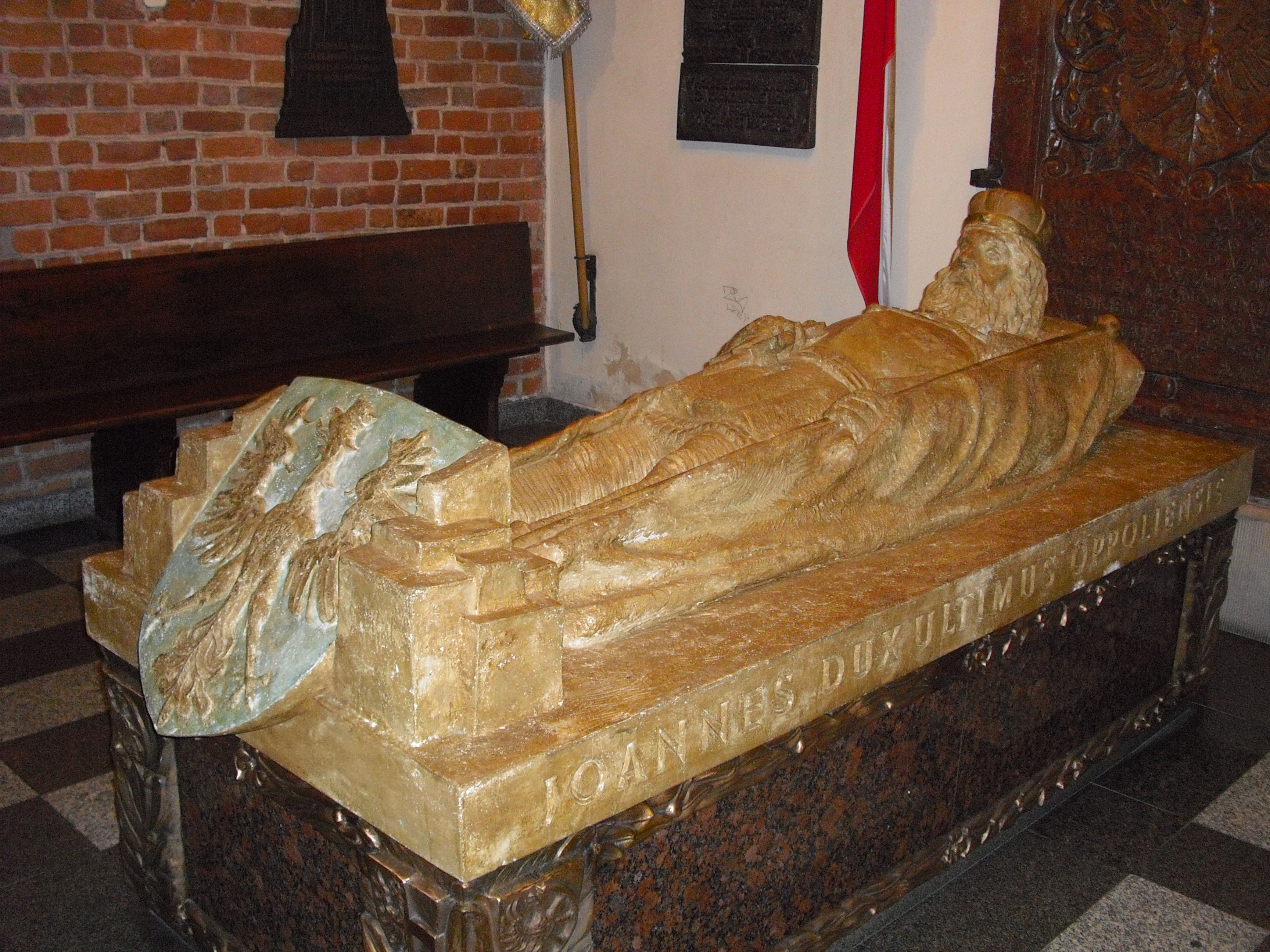
Sarkophag Johanns II. in der Kathedralkirche Hl. Kreuz in Oppeln

## Herkunft und Familie
Johanns Eltern waren Nikolaus I. von Oppeln (1420–1476) und Magdalena († 1497), Tochter des Herzogs Ludwig II. von Brieg aus dessen zweiter Ehe mit Elisabeth von Brandenburg.
Nach dem Tod seines Vaters 1476 übernahm Johann gemeinsam mit seinem jüngeren Bruder Nikolaus II. die Regierung über das Herzogtum Oppeln. Da Johanns Geburtsjahr nicht bekannt ist und in den Quellen eine Vormundschaft nicht erwähnt wird, ist zu vermuten, dass er zu diesem Zeitpunkt bereits die Volljährigkeit erreicht hatte. Johanns älterer Bruder Ludwig (~1450–1475/75) starb kurz vor dem Vater. Die jüngeren Brüder Boleslaw und Bernhard starben um 1477 im Kindesalter. Zudem hatte Johann vier Schwestern:
- Machna († 1468/72), ⚭ 1462 Herzog Primislaus von Tost († 1484)
- Elisabeth († 1507), Klarissin in Breslau
- Magdalena († 1501), ⚭ um 1478 Herzog Johann III. von (Troppau)-Ratibor († 1493)
- Katharina († 1507), Nonne in Breslau

## Leben
Bereits während der Regierungszeit von Johanns Vater kam es zu einem Machtkampf zwischen dem böhmischen König Georg von Podiebrad und dem ungarischen König Matthias Corvinus. Er brachte den größten Teil Mährens und Schlesiens unter seine Kontrolle und ließ sich 1469 in Olmütz zum böhmischen König wählen. Wie sein Vater stand Johann zunächst auf der Seite der Verbündeten von Matthias Corvinus, der die Grundlagen für den schlesischen Ständestaat schuf und eine effektive Landesverwaltung aufbaute. Bald nach seinem Antritt als Herzog von Oppeln nahm Johann gemeinsam mit dem Breslauer Bischof Rudolf von Rüdesheim und dem Bischof von Großwardein Johann Filipec an einem Italienzug teil, der die Eheschließung zwischen Beatrix, einer Tochter Ferdinands I. von Neapel und Matthias Corvinus anbahnen sollte. Während Johann und sein Bruder Nikolaus noch 1479 König Matthias huldigten, wandten sie sich in den 1480er Jahren von ihm ab, da sie mit dessen Steuerpolitik und den ständefeindlichen Zentralisierungsmaßnahmen unzufrieden waren. Im April 1487 ersuchten Johann und sein Bruder den Kaiser Friedrich III. auf dem Nürnberger Reichstag um Unterstützung gegen Matthias Corvinus. Nach der Rückkehr wurden sie während eines Fürstentages in Cosel von Johann Bjelik von Kornitz, der von König Matthias als Landeshauptmann für Oberschlesien eingesetzt worden war, gefangen genommen. Nach der Huldigung des Königs und der Zahlung von 30.000 Gulden wurden sie freigelassen. Trotzdem traten Johann und Nikolaus später einem gegen den König Matthias gerichteten niederschlesischen Bündnis bei, dem u. a. die Herzöge Johann II. von Sagan und Heinrich d. Ä. von Münsterberg angehörten. Nachdem die niederschlesischen Fürsten gegen König Matthias Corvinus den Kampf um Glogau verloren hatten, gaben Johann und sein Bruder 1489 die feindliche Position gegen Corvinus auf und akzeptierten dessen Forderung nach einer Zahlung von 15.000 Gulden sowie der Verpfändung dreier Burgen.
Wahrscheinlich in einem unzurechnungsfähigen Zustand verübte Johanns Bruder Nikolaus 1497 einen Anschlag auf den Teschener Herzog Kasimir II., der das Amt des Oberlandeshauptmanns ausübte. Zur Strafe wurde Nikolaus am 27. Juni d. J. im fürstbischöflichen Neisse enthauptet. Obwohl Johann zunächst beabsichtigte, den tragischen Tod seines Bruders zu rächen, verzichtete er darauf, nachdem er von König Vladislav II. keine Unterstützung für diesen Plan fand.
Während seiner langen Herrschaft gelang es Johann, das väterliche Erbe, das aus den Teilherzogtümern Oppeln, Strehlitz, Falkenberg und Oberglogau bestand, durch Kauf- und Erbverträge deutlich zu vergrößern. Bereits 1477 erwarb er mit seinem Bruder Nikolaus das Gebiet um Neustadt, das bis dahin Konrad von Oels gehört hatte. 1492 erwarben die Brüder die Herrschaft Gleiwitz von Wilhelm II. von Pernstein, und 1497 Tost. 1498 gelang es Johann, das Gebiet um Falkenberg sowie das ehemalige Herzogtum Beuthen zu erwerben, das an Johann von Žerotín verpfändet gewesen war. Zehn Jahre später erwarb er das Herzogtum Cosel, zudem erhielt er später die Pfandherrschaft über das Herzogtum Münsterberg.
Da Johann eine Ausbreitung der Reformation in seinem Herzogtum befürchtete, wandte er sich 1524 mit einem Schreiben an Papst Clemens VII., den er um Hilfe bat. Zugleich wies er auf die Aktivitäten der Lutheraner in seinem Land hin sowie auf die Unfähigkeit des örtlichen Klerus, der nur an seine materielle Ausstattung und nicht an die Seelsorge denke. Das verständnisvolle Antwortschreiben des Papstes konnte die Ausbreitung der Reformation jedoch nicht verhindern. Johann trat allerdings auch nicht einem vom Karl I. von Münsterberg initiierten katholischen Bündnis bei, das gegen die Ausbreitung des Luthertums in Schlesien gerichtet war.
Johann unterstützte die Städte, das Handwerk und den Bergbau seines Landes. 1528 erließ er, nachdem vorher Erz in der Nähe von Tarnowitz gefunden worden war, eine in deutscher Sprache verfasste Bergordnung, die wegweisend für den oberschlesischen Bergbau wurde. Sie regelte in 72 Artikeln das Bergbaurecht und legte die Einrichtung von Bergbauämtern sowie die Arbeitszeit und die Entlohnung der Bergleute fest.
Als 1529 eine Defensionsordnung zur Abwendung der Türkengefahr beschlossen und Schlesien in vier Kreise eingeteilt wurde, ernannte der böhmische Landesherr, König und spätere Kaiser Ferdinand I., Johann zum Hauptmann eines dieser Kreise. Dabei sollte er die Verteidigung der oberschlesischen Gebiete übernehmen. Durch den Rückzug der Türken erübrigte sie sich.
Johann soll ein umsichtiger und weitblickender Landesvater gewesen sein, der eine ständefreundliche Politik betrieb. Er starb im Alter von knapp 80 Jahren in Ratibor. Entsprechend seinem Wunsch wurde er in der Stiftskirche zum Hl. Kreuz in Oppeln beigesetzt.

## Großes Landesprivileg
Am 8. September 1531 erließ Herzog Johann für das Herzogtum Oppeln-Ratibor das in tschechischer Sprache verfasste Große Landesprivileg, das auch als „Hanusisches Privileg“ bezeichnet wird. Es sollte Johanns Landeskinder nach dem Aussterben des Oppelner Zweiges der Schlesischen Piasten gegen fremde Willkür schützen. In etwa 30 Kapiteln wurden die geltenden Rechtsnormen festgehalten. Zugleich wurde die Zugehörigkeit der für ewige Zeiten untrennbar vereinigten Herzogtümer Oppeln und Ratibor zur Krone Böhmen festgeschrieben und zur Amtssprache das Tschechische bestimmt. Als gemeinsames Wappen von Oppeln und Ratibor wurde ein goldener gekrönter Adler in blauem Feld festgelegt. Die Bewohner wurden für den Fall einer äußeren Bedrohung zur Landesverteidigung verpflichtet. Den Ständen wurde das Recht zugestanden, dem Landesherrn nur in Oppeln oder Ratibor zu huldigen. Nach dem Tod Herzog Johanns sollte vom König bzw. vom schlesischen Oberlandeshauptmann, der als Statthalter des Königs fungierte, ein Landtag einberufen werden, der die höchste Gewalt im Land ausüben sollte. 1558 wurde das Landesprivileg von Kaiser Ferdinand I. in seiner Eigenschaft als König von Böhmen bestätigt. 1562 ging es in die Landesordnung für die Fürstentümer Oppeln und Ratibor ein. Nach dem Übergang Schlesiens an Preußen infolge des Ersten Schlesischen Krieges, wurde die Landesordnung 1757 ins Deutsche übersetzt.

## Erbvereinbarungen und Erbfolgen
Am Erbe Johanns, der nicht verheiratet war und keine Kinder hatte, waren mehrere Fürsten interessiert. Bereits 1478 bestätigte König Matthias Corvinus einen Erbvertrag zwischen Oppeln und Ratibor. Obwohl nach Corvins Tod auch König Vladislav II. den Erbvertrag von 1478 bestätigt hatte, genehmigte er noch weitere Erbvereinbarungen mit:
- König Sigismund I. von Polen, einem Bruder des böhmischen Königs Vladislav II., der seine Ansprüche an Kasimir II. von Teschen abtrat;
- dem Prager Burggrafen Sidonius Lev von Rosental, einem Neffen des Königs Georg von Podiebrad,
- Herzog Friedrich II. von Liegnitz, Brieg und Wohlau und
- Markgraf Georg von Brandenburg-Ansbach, der das Vertrauen seines Vetters, des Thronfolgers Ludwig besaß.

Mit dem bereits erwähnten Erbvertrag von 1478 schloss Johann eine Erbvereinbarung mit dem Přemysliden Johann V. von Ratibor, der mit Johanns Schwester Magdalena verheiratet war. Nachdem Johann 1511 vom böhmischen König Vladislav II. das Recht erhielt, seinen Nachfolger frei bestimmen zu dürfen, kam 1512 ein neuer Erbvertrag mit dem letzten Troppauer Přemysliden, Herzog Valentin von Ratibor zustande, der ebenfalls vom König bestätigt wurde. Danach sollte im Fall von Johanns kinderlosem Tod das Herzogtum Oppeln zwischen Valentin von Ratibor und Georg von Brandenburg geteilt werden. Bei Valentins kinderlosem Tod war ein Übergang des Herzogtums Ratibor an Johann vorgesehen. Dieser Fall trat 1521 mit dem Tod Herzog Valentins ein, so dass das Herzogtum Ratibor an Johann gelangte, der beide Herzogtümer zum Herzogtum Oppeln-Ratibor verband. Im selben Jahr erwarb Johann die Stadt Oderberg mit einigen benachbarten Dörfern. Somit konnte er fast alle oberschlesischen Territorien, die durch wiederholte Teilungen entstanden waren, in seiner Hand vereinigen. Oppeln-Ratibor gehörte damit zu den größten Herzogtümern in Schlesien.
1522 kam es zwischen Johann und den anderen Bewerbern zu einem Vergleich um Johanns Erbe: Markgraf Georg von Brandenburg-Ansbach wurde zum alleinigen Erben bestimmt, während die drei anderen nach Johanns Tod mit 40.000 Gulden abgefunden werden sollten. Noch zu Lebzeiten Johanns erhielt Georg von Brandenburg-Ansbach die Herrschaft Oderberg mit dem Titel eines Herzogs von Ratibor.
Nachdem 1526 der Habsburger Ferdinand I. den böhmischen Königsthron bestiegen hatte, kam es zu einer grundlegenden politischen Änderung. Um die Ausbreitung der Hohenzollern und damit des Protestantismus in Schlesien zu verhindern, beabsichtigte Ferdinand, das Herzogtum Oppeln-Ratibor nach Johanns Tod als erledigtes Lehen einzuziehen und es dadurch zu einem Erbfürstentum zu machen. Deshalb bestellte er 1528 Johann nach Prag und schüchterte ihn mit dem Hinweis auf böhmische Rechtsansprüche derart ein, dass dieser auf den Erbvertrag mit Georg von Brandenburg-Ansbach verzichtete. Um im Todesfall Oppeln für den böhmischen Landesherrn halten zu können, beauftragte Kaiser Ferdinand den Landeshauptmann von Herzogtum Schweidnitz-Jauer, Caspar von Schaffgotsch, mit seinen Truppen dorthin zu ziehen. Seine Niederlage im Kampf gegen die Türken und der damit verbundene Geldbedarf sowie ein starker Widerstand der protestantischen Fürsten im Reich zwangen Ferdinand jedoch zu einem Einlenken. Im Prager Vertrag vom 17. Juni 1531 wurde Georg von Brandenburg-Ansbach der Pfandbesitz von Oppeln-Ratibor gegen eine Zahlung von 183.333 Gulden zugesichert und die Herrschaft Beuthen auf zwei Leibeserben sowie die Herrschaft Oderberg auf drei Leibeserben zugesagt.
Gemäß einer Sonderbestimmung des Vertrages von 1531 konnte Georg von Brandenburg-Ansbach als Pfandherr von Oppeln erst ein Jahr nach Johanns Tod antreten. Vorher wurde der persönliche Nachlass Johanns größtenteils nach Wien gebracht.